# Güllütəpə
Güllütəpə è un comune dell'Azerbaigian situato nel distretto di Masallı. Conta una popolazione di 2 383 abitanti.